# Exis
Exis er en international organisation, der blev grundlagt i 1982. Exis arbejder for at øge kendskabet til andre landes sprog og kulturer.
Organisationen arrangerer frivilligt arbejde, sprogkurser og internationale praktikophold i forskellige lande i Afrika, Asien, Australien, Europa, Asien, Latinamerika og USA.